# Constance Wachtmeister

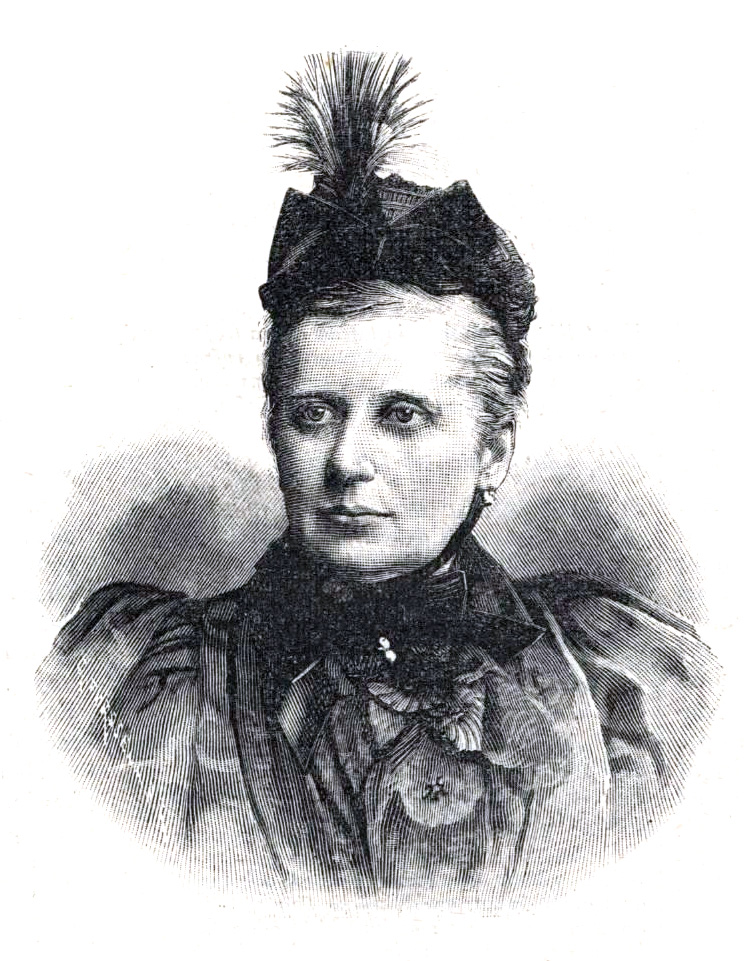
Constance Wachtmeister. Xylografi i Idun 1894, nr 14.

Constance Georgina Louise Wachtmeister, född Bourbel de Monpinçon 28 mars 1838 i Florens, död 23 september 1910 i Los Angeles i Kalifornien  , var en svensk grevinna och från 1880-talet en av de ledande krafterna i Teosofiska samfundet.

## Biografi
Fadern markis de Bourbel var fransk diplomat och modern var från Storbritannien. Båda föräldrar dog när hon var barn och hon växte upp hos sin moster i England. År 1863 gifte hon sig med sin syssling, greve  Carl Wachtmeister, då svensk-norsk diplomat i London och fick med honom en son, tonsättaren Axel Raoul Wachtmeister (1865–1947). Tre år efter vigseln flyttade familjen till Stockholm, där hennes man 1868 utnämndes till utrikesstatsminister.

### Spiritist
Efter makens död 1871 bodde hon kvar i Sverige under några år. Hon började 1879 studera spiritism, men upphörde efter två år, eftersom det, enligt henne, var "både otillfredsställande och farligt för hälsan"

### Teosof
År 1881 blev hon medlem av Teosofiska samfundet. Hon hade aldrig någon formell ställning i samfundet, men med ett brett internationellt kontaktnät och erkänd arbetskapacitet blev hon från mitten av 1880-talet en viktig samarbetspartner till Helena Blavatsky. Hon bidrog till arbetet med The Secret Doctrine och tjänstgjorde vid samfundets förlag. Från 1888 till 1895 var hon även utgivare av tidskriften Theosophical Siftings och till 1891 Helena Blavatskys sekreterare. 
Tillsammans med Alfredo Pioda och Franz Hartmann försökte Wachtmeister 1889 grundlägga ett teosofiskt kloster på Monte Verità genom bolaget Fraternitas. Men projektet stannade på planeringsstadiet och anläggningen såldes 1900. Hon företog 1893 för samfundets räkning en resa till Indien tillsammans med Annie Besant, som efter Helena Blavatskys död 1891, allt mer framstod som en möjlig ny ledare för samfundet. Ledarskapsfrågan gav emellertid upphov till en svår intern strid och att samfundet splittrades. Efter att det delats 1895, anslöt sig Wachtmeister till Annie Besants Teosofiska samfundet Adyar.
Wachtmeister har endast efterlämnat ett fåtal skrifter. Hennes Reminiscences of H. P. Blavatsky and the Secret Doctrine är emellertid en källa till kunskap om  Blavatsky och samfundet samt har kommit ut i flera upplagor, även på svenska.

Wachtmeister är begravd på Norra begravningsplatsen utanför Stockholm tillsammans med maken och sonen.

## Fotnoter
1. 1 2  Bibliothèque nationale de France, BnF Catalogue général : öppen dataplattform, id-nummer i Frankrikes nationalbiblioteks katalog: 107233788.[källa från Wikidata]
2. ↑  Wachtmeister, CONSTANCE, Svenskagravar.se, läs online, läst: 3 juli 2017.[källa från Wikidata]
3. ↑  Dagens Nyheter 2 oktober 1910 sid.4, Svenska Dagbladet 2 oktober 1910 sid.10, Svenska adelns ättartavlor utgivna av Gustaf Elgenstierna, band VIII sid.624, Stockholm 1934
4. ↑  IDUN 1894
5. ↑  ”Article at Katinka Hesselink: Reminiscences of H.P. Blavatsky and The Secret Doctrine, by Countess Constance Wachtmeister et al., copyright 1976, The Theosophical Publishing House”. http://www.katinkahesselink.net/his/hpb_wach.htm. Läst 28 november 2008.